# Lijst van grietmannen van Smallingerland
Dit is een lijst van grietmannen van de voormalige Nederlandse grietenij Smallingerland in de provincie Friesland tot de invoering van de gemeentewet in 1851.
De oudste vermelding van een grietman in Smallingerland is die van Hera van Smallen-Ee in 1392. Hoewel grietmannen werden verkozen, werd het met de komst van de familie Van Haersma in de praktijk een erfelijk ambt.
| Ambtsperiode    | Naam grietman                                        | Leven     | Bijzonderheden                                        |
| --------------- | ---------------------------------------------------- | --------- | ----------------------------------------------------- |
| 1392            | Hera van Smallen-Ee                                  |           | Abt van het Smelne klooster in Smalle Ee              |
| 1439            | Szemma Feijga                                        |           |                                                       |
| 1450            | Jeldze to Smallinger Convent                         |           |                                                       |
| 1453            | Sicke Fokelema                                       |           |                                                       |
| 1477            | Sjoerd Wattinga                                      |           |                                                       |
| 1479            | Jonge Rennert                                        |           |                                                       |
| 1482            | Gotte Baukes                                         |           |                                                       |
| 1525            | Baucke Kuijper                                       |           |                                                       |
| 1514            | Jelle Sickes                                         |           |                                                       |
| ca. 1527 - 1533 | Saecke Herjuwsma                                     |           | Ook vermeld als Saecke toe Beets                      |
| 1536 - 1541     | Sierck Arents                                        |           | Schoonzoon van voorgaande                             |
| ca. 1550 - 1577 | Empke Genkens                                        |           |                                                       |
| 1577 - 1580     | Occius Broersma                                      |           | Afgezet wegens zijn Spaanse sympathieën               |
| 1580 - 1617     | Melle Jochums                                        |           |                                                       |
| 1617 - 1625     | Jouke Jochums                                        |           | Waarschijnlijk broer van voorganger                   |
| 1625 - 1637     | Arent van Haersma                                    |           |                                                       |
| 1637 - 1660     | Aulus van Haersma                                    | 1611-1669 | Zoon van voorgaande                                   |
| 1660 - 1694     | Arent van Haersma                                    | 1645-1709 | Zoon van voorgaande                                   |
| 1694 - 1715     | Aulus van Haersma                                    | 1670-1717 | Zoon van voorgaande                                   |
| 1715 - 1723     | Arent van Haersma                                    | 1700-1723 | Zoon van voorgaande                                   |
| 1723 - 1770     | Livius van Haersma                                   | 1702-1778 | Broer van voorgaande                                  |
| 1770 - 1795     | Hector Livius van Haersma                            | 1737-1820 | Stiefzoon van voorgaande (zoon van Eelco Haersma)     |
| 1795 - 1816     |                                                      |           | Geen grietman vanwege de Franse tijd                  |
| 1816 - 1832     | Hector Livius Haersma van Vierssen                   | 1790-1839 | Kleinzoon van Hector Livius van Haersma               |
| 1832 - 1842     | Maurits Pico Diderik baron van Harinxma thoe Slooten | 1804-1876 |                                                       |
| 1842 - 1851     | Martinus Manger Cats                                 | 1817-1896 | Aansluitend de eerste burgemeester van Smallingerland |